# 谢友柏
谢友柏（1933年9月23日—），出生于上海，摩擦学家，中国工程院院士。
谢友柏早年曾就读于南洋模范中学，后考入交通大学内燃机制造专业。1955年毕业并留校任教。1957年随校西迁，此后一直任教于西安交通大学。1986年起任教授。同年出任西安交通大学润滑理论及轴承研究所所长。后又任清华大学摩擦学国家重点实验室学术委员会主任。1992年起任中国机械工程学会摩擦学学会理事长。1994年当选中国工程院院士。